# Любо Бабич
Любо Бабич (на хърватски: Ljubo Babić) (14 юни 1890 – 14 май 1974) е един от най-значимите хърватски художници и графици на XX в.

## Биография
Произхожда от рода Бабичи, които за заслуги към императорския двор през XVIII в. са удостоени с благородническа титла от император Карл VI
Любо Бабич получава начално образование в Ястребарско, след това посещава гимназия в Беловар, а последните две години от гимназиалното си образование прекарва в Загреб, където завършва през 1908 г. Взима частни уроци при художниците Клемент Крънчич и Бела Чикош Сесия, следва също в Школата по изкуства на Загреб. Тъй като баща му Антон Бабич е юрист, което е наследствена професия в рода им (няколко предишни поколения Бабичи са адвокати), през 1908 г. по примера на предците си Любо Бабич също се записва да учи право в Юридическия факултет на Загребския университет. Заради любовта си към живописта обаче бързо се отказва от правото. С помощта на приятеля си от училище граф Теодор Пеячевич Бабич постъпва в Мюнхенската Академия за изящни изкуства. В Мюнхен освен рисуване Бабич изучава и анатомия в Медицинската школа – познания, които са му необходими като художник.
През 1913 и 1914 г. Любо Бабич живее в Париж, но при избухването на Първата световна война се завръща в Хърватия. Първоначално към ателието си той открива Школа за съвременно изкуство, а от 1916 г. започва да преподава в Загребската Академия по изкуства. През 1940 г. става професор в Академията и работи в нея чак до 1961 г., когато се пенсионира.
През 1920 г. Бабич пътешества из Испания, където създава цял цикъл „испански творби“. Между 1930 и 1936 г. той много пътува и в Хърватия, работейки върху аналогичен цикъл „хърватски творби“. През 30-те години на XX в. изнася лекции в различни художествени школи и институти както в родината си, така и в други държави.
През 1919 г. става първият ръководител на Галерията за съвременно изкуство в Загреб. Организира изложби на модерното френско и германско изкуство в града, а през 1950 г. е организатор и на изложба на средновековното изкуство на народите от Югославия, състояла се в Париж. Други инициативи, чийто организатор е Бабич са: Хърватският Пролетен салон на изкуствата (1916), Независимата група на хърватските художници (1923), „Групата на тримата“ (1929), „Групата на четиримата“ (1928) и др. През 1928 г. е избран за член-кореспондент на Югославската академия на науките и изкуствата, а пълноправен неин член става през 1950 г.
Между двете световни войни Бабич твори активно не само в областта на живописта и графиката, но и в сферата на дизайна и изработката на сценични костюми и декорации, като педагог и музикален деятел. Рисува с маслени и темперни бои, създава акварели, литографии. Увлича се от различни стилове. В Мюнхенския му период се забелязва влиянието на символизма и модернистичното течение. След 1916 г. се насочва към експресионизма, за да премине накрая към абстрационизма, където достига и най-големия си връх. Заедно с театралния режисьор Бранко Гавела участва в съвместни проекти в Хърватския национален театър на Загреб. Прави също така илюстрации към книги, плакати, издава значителен брой трудове по история и теория на изкуството като общият им брой заедно с публикуваните статии е около 400.
Основава първия художествен куклен театър в Загреб през 1920 г., чийто приемник по-късно става Загребският куклен театър от 1948 г.
Творбите на Любо Бабич многократно се излагат в персонални и колективни експозиции между 1910 и 1974 г. в родината му, участват и в международни изложби в Париж (1925), Ню Йорк (1926), на XXI Биенале на Венеция, в Мюнхен, Виена и др.

## Колекции
Творби на Любо Бабич могат да бъдат видени в следните галерии:

### Хърватия
- „Модерна галерия“, Загреб
- „Музей на съвременното изкуство“, Загреб
- „Музей на модерното изкуство“, Дубровник
- „Галерия за изящни изкуства“, Сплит
- „Арт музей“, Осиек
- „Галерия Изящни изкуства“, Риека

### Република Македония
- „Музей на съвременното изкуство“, Скопие